# 斯科普里统计区
斯科普里统计区，是北馬其頓八个统计区之一，位于该国北部，北面与科索沃接壤。

## 市镇
斯科普里统计区包括斯科普里市（市内有10个市镇）及下列市镇：
- 阿拉契诺沃市镇
- 丘切尔桑代沃市镇
- 伊林登市镇
- 彼得罗韦茨市镇
- 索皮什泰市镇
- 斯图代尼查尼市镇
- 泽莱尼科沃市镇